# Liste der Einträge im National Register of Historic Places im Limestone County (Alabama)
Die Liste der Registered Historic Places im Limestone County führt alle Bauwerke und historischen Stätten im Limestone County in Alabama auf, die in das National Register of Historic Places aufgenommen wurden.

## Aktuelle Einträge
| Lfd. Nr. | Name                                                  | Bild | Datum der Eintragung | Adresse/Lage | Ort         | ID-Nr.   | Beschreibung |
| -------- | ----------------------------------------------------- | ---- | -------------------- | --- | ----------- | -------- | ------------ |
| 1        | Athens Courthouse Square Commercial Historic District |      | 10. Okt. 1997        | Roughly bounded by Clinton, Hobbs, Madison, and Green Sts.                                                          | Athens      | 97001164 |              |
| 2        | Athens State College Historic District                |      | 14. Feb. 1985        | 202--212 and 311 N. Beaty St., central campus area roughly bounded by Beaty, Pryor and Hobbs Sts.                   | Athens      | 85000254 |              |
| 3        | Belle Mina (Plantage)                                 |      | 31. Okt. 1972        | S of Belle Mina on the Mooresville-Elkton Rd.                                                                       | Belle Mina  | 72000164 |              |
| 4        | Blackburn House                                       |      | 20. Sep. 1984        | W of Athens | Athens      | 84000643 |              |
| 5        | Cave Place                                            |      | 7. Dez. 1989         | AL 20 | Mooresville | 82002049 |              |
| 6        | George S. Houston Historic District                   |      | 20. Juli 1989        | Roughly 2nd Ave., Jefferson St., McClellan St., Marion St., Hobbs St., Madison St., Washington St., and Houston St. | Athens      | 89000943 |              |
| 7        | Governor George Smith Houston House                   |      | 15. Mai 1986         | 101 N. Houston St.                                                                                                  | Athens      | 86001043 |              |
| 8        | Joel Eddins House                                     |      | 12. Sep. 1996        | Rt. 2, approximately .5 mi. NW of jct. of AL 53 and Elkwood Section Rd.                                             | Ardmore     | 96001004 |              |
| 9        | Mooresville                                           |      | 13. Apr. 1972        | Off U.S. 72 (AL 20)                                                                                                 | Mooresville | 72000165 |              |
| 10       | Old Athens, Alabama Main Post Office                  |      | 18. Feb. 1982        | 310 W. Washington St.                                                                                               | Athens      | 82002047 |              |
| 11       | Robert Beaty Historic District                        |      | 30. Aug. 1984        | Roughly bounded by Louisville and Nashville RR, Forrest, East, and Washington Sts.                                  | Athens      | 84000646 |              |
| 12       | Robert Donnell House                                  |      | 19. Sep. 1973        | 601 S. Clinton St.                                                                                                  | Athens      | 73000354 |              |
| 13       | Sulphur Trestle Fort Site                             |      | 8. Mai 1973          | 1 mi. S of Elkmont                                                                                                  | Elkmont     | 73000355 |              |
| 14       | Woodside                                              |      | 19. Feb. 1982        | SW of Belle Mina | Belle Mina  | 82002048 |              |